# 傑耶德-胡爾孫湖
46°17′44″N 45°10′6″E / 46.29556°N 45.16833°E
傑耶德-胡爾孫湖（俄语：Деед-Хулсун），是俄羅斯的湖泊，位於該國西南部，由卡爾梅克共和國負責管轄，長13公里、寬4公里，面積22平方公里，集水區面積2,080平方公里，平均水深2.2米，最大水深5米。